# Genghis Khan Airlines
Genghis Khan Airlines (ursprünglich Tianjiao Airlines 天骄航空) war eine chinesische Fluggesellschaft mit Sitz in der Inneren Mongolei. Der Name der Gesellschaft leitet sich ab vom ersten Großkhan der Mongolen Dschingis Khan. Ursprünglich wollte die Gesellschaft den Flugbetrieb mit Bombardier CRJ900 aufnehmen, dann bestellte sie 25 Comac C909 (ursprünglich Comac ARJ21), die bis 2024 eingeflottet werden sollten. Am 22. Februar 2019 erhielt die Gesellschaft als weltweit zweiter Betreiber nach der Chengdu Airlines ihre erste Comac C909 (Comac ARJ21).
Die Fluggesellschaft ging im September 2022 in Insolvenz und wurde liquidiert.

## Flotte
Mit Stand Mai 2022 bestand die Flotte der Genghis Khan Airlines aus fünf Flugzeugen mit einem Durchschnittsalter von 2,9 Jahren:
| Flugzeugtyp                      | Anzahl | bestellt | Anmerkungen                            |
| -------------------------------- | ------ | -------- | -------------------------------------- |
| Comac ARJ21-700 (Comac C909-700) | 5      | 21       | erste Auslieferung am 22. Februar 2019 |
| Gesamt                           | 5      | 21       |                                        |